# Crescentia (protista)
Crescentia es un género de foraminífero bentónico de la Subfamilia Dagmaritinae, de la Familia Globivalvulinidae, de la Superfamilia Globivalvulinoidea, del Suborden Endothyrina, del Orden Endothyrida, de la Subclase Fusulinana y de la Clase Fusulinata. Su especie tipo es Crescentia vertebralis. Su rango cronoestratigráfico abarca desde el Capitaniense (Pérmico medio) hasta el Changhsingiense (Pérmico superior).

## Discusión
Clasificaciones previas hubiesen incluido Crescentia en la Subfamilia Dagmaritinae, de la Familia Biseriamminidae, de la Superfamilia Palaeotextularioidea, del Suborden Fusulinina y del Orden Fusulinida. Clasificaciones más recientes incluían Crescentia en la Superfamilia Biseriamminoidea.

## Clasificación
Crescentia incluye a las siguientes especies:
- Crescentia migrantis †, también considerada como Charliella migrantis
- Crescentia vertebralis †